# 佩拉戈尼亚统计区
佩拉戈尼亚统计区是北馬其頓八个统计区之一，位于该国西南部的同名平原上，南面与希腊及阿尔巴尼亚接壤。

## 市镇
佩拉戈尼亚统计区包括9个市镇：
- 比托拉市镇
- 代米尔希萨尔市镇
- 多尔内尼市镇
- 克里沃加什塔尼市镇
- 克鲁舍沃市镇
- 莫吉拉市镇
- 诺瓦齐市镇
- 普里莱普市镇
- 雷森市镇